# Гарильяно
Гарилья́но (итал. Garigliano, древ. Liris) — река в Италии.
Длина — 38 км, площадь бассейна 5020 км².
Начинается в Апеннинах в долине Фуцинского озера, впадает в Гаэтанский залив.

## История
С древнейших времен река играла роль в военной истории:
- В 1495 году Баяр единолично защищал мост через Гарильяно на дороге из Неаполя в Рим против двухсот испанцев и тем спас отступавшее из Неаполя войско Карла VIII[1].
- 28 декабря 1503 года испанцы под начальством Гонзало из Кордовы одержали на Гарильяно решительную победу над французами, после чего 1 января 1504 сдалась крепость Гаэта[1].
- 3 ноября 1860 года неаполитанские войска были разбиты на севере от Гарильяно сардинцами, чем положено было начало осаде Гаэты[1].
- Долина реки Гарильяно упоминается в битве под Монте-Кассино: «В начале 1944 года западная часть „Линии Густава“ находилась под немецким контролем: немцы удерживали долины Лири и Гарильяно и некоторые прилежащие пики и горные хребты».[источник не указан 2544 дня]